# Serafima
Serafima (russisch Серафима) ist ein weiblicher Vorname. Es ist die russische Form des Namens Serafina bzw. Seraphina und bedeutet sinngemäß „edel“.
Die männliche Form des Namens ist Serafim.

## Bekannte Namensträgerinnen
- Serafima Iassonowna Blonskaja
- Serafima Iljinitschna Gopner
- Igumenija Serafima (Tschjornaja)